# Anicla pauper
Anicla pauper là một loài bướm đêm trong họ Noctuidae.